# 유엔 안전 보장 이사회 결의 제2397호
유엔 안전 보장 이사회 결의 제2397호는 조선민주주의인민공화국의 제재를 담은 결의안으로, 2017년 12월 22일 유엔 안전 보장 이사회(안보리) 회의에서 만장일치로 통과되었다.

## 제재 내용
2017년 11월 29일, 국제법을 위반하고 시험발사한 화성 15호에 대한 유엔 안보리의 처벌 결정이다.
주요 내용은 유류 공급 제한을 강화, 해외 파견 노동자의 24개월 이내 송환, 수출입 금지 품목의 확대, 해상 차단 조치의 강화, 개인 및 단체에 대한 제재대상 추가 지정 등이다.
연간 450만 배럴로 추산되는 대북 정유 제품 수출은 기존보다 55% 줄어든 200만 배럴을 상한선으로 유엔 안전 보장 이사회 결의 제2375호에서 수출을 제한했다. 액화석유가스(LPG)는 정유제품에 해당한다. LPG 가스 200만 배럴은 162,078 톤이다. 이를 다시 유엔 안전 보장 이사회 결의 제2397호에서 50만 배럴로 제한했다.
대한민국 정부는 외교부 대변인 논평을 통하여 해당 결의안을 환영 및 지지한다고 밝혔다.
2018년 9월 기준으로, 북한이 비핵화를 선언하여 상황이 크게 호전되면서, 북한의 핵개발 미사일개발이라는 국제법 위반행위에 대한 유엔 안보리 처벌 결의는 2397호가 마지막이다.

## 인도주의
2021년 6월 8일, 스위스 제네바 소재 비정부기구(NGO) 'ACAPS'가 국제사회의 대북제재가 북한의 인도주의 지원에 부정적인 영향을 미쳤다는 내용의 보고서를 발표했다. 미국 국무부 대변인실 관계자는 이에 대해, "유엔 안보리 결의 2397호 25항에 명시된 것처럼, 유엔 제재는 북한 민간인들의 인도주의 상황에 부정적 결과를 가져오기 위한 것이 아니며, 유엔 안보리 결의에 의해 금지되지 않은 식량 지원이나 인도주의 지원과 같은 활동에 부정적 영향을 미치거나 이를 제약하기 위한 것도 아니다"라고 말했다. 안보리 대북제재가 북한의 인도주의 지원을 제약에서 북한에 인도주의적 위기가 발생한 게 아니라, 김정은이 착취를 했기 때문이라고 주장했다.

## 제재 효과
2018년 7월, 신의주와 접경한 중국 단둥의 경우, 북한 여자들은 봉제업체에서 일하고, 남자들은 주로 수산물 가공업체에서 선별작업을 한다. 중국인 노동자 임금의 80% 정도에 생산성은 1.5배에 달해 인기가 높다. 유엔 안보리 제재 2397호에 따라 외화벌이에 나선 북한 노동자들의 기존 계약기간이 끝나면 신규 채용을 하지 못한다. 하지만 북한 노동자의 총원은 그다지 줄어들지 않은 것 같다.
2018년 제3차 남북정상회담에서 김정은 위원장이 칠보산 송이버섯 2톤을 선물했다. 2018년 9월 20일 서울공항으로 도착했다. 2010년 천안함 사태로 발동된 이명박 대통령의 5.24 조치로 북한산 송이버섯의 국내 판매가 전면 금지되었다. 유엔은 북한의 화성-15형 도발 후 채택한 안전보장이사회 대북 제재 결의 제2397호에서 북한 농산물을 수출금지품목으로 지정했다. 2017년 7월 28일 2차 시험발사된 화성 14호에 대한 처벌결의인 유엔 안전 보장 이사회 결의 제2371호에 명시됐던 북한 수산물 수출 전면 금지가 2397호에서는 농산물로까지 확대됐다.
2019년 3월 21일, 미국 재무부와 미국 국무부는 대북 제재 주의보를 발표했다. 2018년 북한 항구에 최소 263척의 유조선이 불법 해상 환적을 통해 얻은 정제유를 수입했는데, 이 유조선들이 탱크를 가득 채워 왔을 경우 북한은 378만 배럴(약 44만 t)의 정제유를 수입했다고 추정했다. 유엔 안보리가 규정한 연간 수입 허용량인 휘발유 6만톤의 7배 분량이다. 유엔 대북 해상제재 참조.

## 같이 보기
- 조선민주주의인민공화국산 석탄 대한민국 반입 사건
- 유엔 대북 해상제재
- 유엔 안전 보장 이사회 결의